# Clasificación para la Copa Africana de Naciones de 1974
La clasificación para la Copa Africana de Naciones 1974 es el torneo clasificatorio realizado para determinar qué seis selecciones acompañarían a los locales (Egipto) y a los campeones de la anterior edición (Congo), en la edición de 1974 del torneo más importante entre naciones de toda África. Se llevó a cabo mediante una ronda preliminar de eliminación directa y luego otras dos rondas de eliminación directa.

## Ronda preliminar
| Benín | vs | Sierra Leona      | Uganda | vs | Somalia |
| Gabón | vs | R. Centroafricana |        |    |         |

| Partido                  | Partido | Partido | Partido | Partido                  | Pais    | Ciudad     | Estadio | Fecha                |
| Sierra Leona             |         | w/o     |         | Benín                    | -       |            |         |                      |
| Benín                    |         | o/w     |         | Sierra Leona             | -       |            |         |                      |
| Somalia                  |         | 2:0     |         | Uganda                   | Somalia | Mogadiscio |         | 12 de agosto de 1973 |
| Uganda                   |         | 5:0     |         | Somalia                  | Uganda  | Kampala    |         | 26 de agosto de 1973 |
| República Centroafricana |         | w/o     |         | Gabón                    | -       |            |         |                      |
| Gabón                    |         | o/w     |         | República Centroafricana | -       |            |         |                      |

## Primera ronda
| Sierra Leona      | vs | Malí            | Uganda     | vs | Kenia    |
| R. Centroafricana | vs | Costa de Marfil | Argelia    | vs | Libia    |
| Camerún           | vs | Níger           | Etiopía    | vs | Tanzania |
| Ghana             | vs | Senegal         | Guinea     | vs | Togo     |
| Lesotho           | vs | Mauricio        | Nigeria    | vs | Sudán    |
| Alto Volta        | vs | Zaire           | Madagascar | vs | Zambia   |

| Partido                  | Partido          | Partido | Partido          | Partido                  | Pais                     | Ciudad       | Estadio              | Fecha                    |
| Sierra Leona             |                  | 1:1     |                  | Malí                     | Sierra Leona             | Freetown     |                      | 16 de septiembre de 1973 |
| Malí                     |                  | 4:2     |                  | Sierra Leona             | Malí                     | Bamako       | Mamadou Konate       | 30 de septiembre de 1973 |
| Uganda                   |                  | 1:0     |                  | Kenia                    | Uganda                   | Kampala      | Nakivubo             | 16 de septiembre de 1973 |
| Kenia                    |                  | 1:2     |                  | Uganda                   | Kenia                    | Nairobi      | Nairobi City Stadium | 30 de septiembre de 1973 |
| República Centroafricana |                  | 4:2     |                  | Costa de Marfil          | República Centroafricana | Bangui       |                      | 16 de septiembre de 1973 |
| Costa de Marfil          |                  | 2:1     |                  | República Centroafricana | Costa de Marfil          | Abiyán       |                      | 30 de septiembre de 1973 |
| Argelia                  |                  | w/o     | Bandera de Libia | Libia                    | -                        |              |                      |                          |
| Libia                    | Bandera de Libia | o/w     |                  | Argelia                  | -                        |              |                      |                          |
| Camerún                  |                  | w/o     |                  | Níger                    | -                        |              |                      |                          |
| Níger                    |                  | o/w     |                  | Camerún                  | -                        |              |                      |                          |
| Etiopía                  |                  | 2:1     |                  | Tanzania                 | Etiopía                  | Adís Abeba   |                      | 16 de septiembre de 1973 |
| Tanzania                 |                  | 3:0     |                  | Etiopía                  | Tanzania                 | Dar es Salam |                      | 30 de septiembre de 1973 |
| Ghana                    |                  | 3:2     |                  | Senegal                  | Ghana                    | Acra         |                      | 16 de septiembre de 1973 |
| Senegal                  |                  | 1:0     |                  | Ghana                    | Senegal                  | Dakar        |                      | 30 de septiembre de 1973 |
| Guinea                   |                  | w/o     |                  | Togo                     | -                        |              |                      |                          |
| Togo                     |                  | o/w     |                  | Guinea                   | -                        |              |                      |                          |
| Lesotho                  |                  | 0:0     |                  | Mauricio                 | Lesoto                   | Maseru       |                      | 16 de septiembre de 1973 |
| Mauricio                 |                  | 5:1     |                  | Lesotho                  | Mauricio                 | Port Louis   |                      | 30 de septiembre de 1973 |
| Sudán                    |                  | 1:1     |                  | Nigeria                  | Sudán                    | Jartum       |                      | 16 de septiembre de 1973 |
| Nigeria                  |                  | 2:1     |                  | Sudán                    | Nigeria                  | Lagos        |                      | 30 de septiembre de 1973 |
| Alto Volta               |                  | 0:5     |                  | Zaire                    | Alto Volta               | Uagadugú     |                      | 16 de septiembre de 1973 |
| Zaire                    |                  | 4:1     |                  | Alto Volta               | Zaire                    | Kinsasa      |                      | 30 de septiembre de 1973 |
| Zambia                   |                  | 3:1     |                  | Madagascar               | Zambia                   | Ndola        | Dag Hammarskjold     | 16 de septiembre de 1973 |
| Madagascar               |                  | 2:1     |                  | Zambia                   | Madagascar               | Antananarivo |                      | 30 de septiembre de 1973 |

## Segunda ronda
| Malí            | vs | Guinea   | Uganda  | vs | Argelia |
| Costa de Marfil | vs | Ghana    | Camerún | vs | Zaire   |
| Tanzania        | vs | Mauricio | Nigeria | vs | Zambia  |

| Partido         | Partido | Partido | Partido | Partido         | Pais            | Ciudad       | Estadio        | Fecha                   |
| Malí            |         | 2:2     |         | Guinea          | Malí            | Bamako       | Mamadou Konate | 28 de octubre de 1973   |
| Guinea          |         | 1:1     |         | Malí            | Guinea          | Conakry      |                | 11 de noviembre de 1973 |
| Uganda          |         | 2:1     |         | Argelia         | Uganda          | Kampala      | Nakivubo       | 28 de octubre de 1973   |
| Argelia         |         | 1:1     |         | Uganda          | Argelia         | Argel        | 5 de Julio     | 11 de noviembre de 1973 |
| Ghana           |         | 0:3     |         | Costa de Marfil | Ghana           | Acra         |                | 28 de octubre de 1973   |
| Costa de Marfil |         | 1:0     |         | Ghana           | Costa de Marfil | Abiyán       |                | 11 de noviembre de 1973 |
| Camerún         |         | 2:1     |         | Zaire           | Camerún         | Yaundé       |                | 28 de octubre de 1973   |
| Zaire           |         | 2:0     |         | Camerún         | Zaire           | Kinsasa      |                | 11 de noviembre de 1973 |
| Tanzania        |         | 1:1     |         | Mauricio        | Tanzania        | Dar es Salam |                | 28 de octubre de 1973   |
| Mauricio        |         | 0:0     |         | Tanzania        | Mauricio        | Port Louis   |                | 11 de noviembre de 1973 |
| Zambia          |         | 5:1     |         | Nigeria         | Zambia          | Lusaka       | Independence   | 28 de octubre de 1973   |
| Nigeria         |         | 3:2     |         | Zambia          | Nigeria         | Lagos        |                | 11 de noviembre de 1973 |

## Clasificados
| Guinea | Uganda | Costa de Marfil | Zaire |
| Guinea | Uganda | Costa de Marfil | Zaire |
| ------ | ------ | --------------- | ----- |

| Mauricio | Zambia | Egipto | Congo |
| Mauricio | Zambia | Egipto | Congo |
| -------- | ------ | ------ | ----- |